# 九里駅 (大連)
九里駅（きゅうりえき）は中華人民共和国遼寧省大連市金州区に位置する3号線(九里支線)ならびに13号線の駅である。13号線開通に伴い、3号線(九里支線)と相互の直通運転を実施している。

## 駅構造
- 相対式ホーム2面2線の高架駅。

## 駅周辺
- 空き地が広がっている。

## 歴史
- 2008年12月28日 - 開業。

## 隣の駅
大連公交客運集団有限公司
■大連地下鉄3号線(九里支線)・■13号線
十九局駅 - 九里駅 - 十三里駅